# Provincia Zonguldak
Provincia Zonguldak este o provincie a Turciei cu o suprafață de  km², localizată în